# Camponotus bispinosus
Camponotus bispinosus är en myrart som beskrevs av Mayr 1870. Camponotus bispinosus ingår i släktet hästmyror, och familjen myror. Inga underarter finns listade.